# Ma Moulton et moi
Pour plus de détails, voir Fiche technique et Distribution.
Ma Moulton et moi est un court métrage d'animation canado-norvégien scénarisé et réalisé par Torill Kove et sorti en 2014.
Le film est présenté au Festival international du film de Toronto 2014. Il est nommé pour l'Oscar du meilleur court métrage d'animation à la 87e cérémonie des Oscars et a été nommé le Meilleur court métrage d'animation à la 3e cérémonie des prix Écrans canadiens. 

## Synopsis
Ma Moulton et moi est un court métrage autobiographique humoristique basé sur les expériences de la réalisatrice, au milieu des années 1960, quand elle était âgée de sept ans et qu'elle espérait, à l'instar de ses deux sœurs, recevoir une bicyclette. Le film explore ses émotions et la montre souvent gênée par la façon d'être de ses parents, des architectes peu orthodoxes.

## Fiche technique
- Musique : Kevin Dean

## Distribution
- Mélanie Laberge : narration